# Cantone di Touvre-et-Braconne
Il Cantone di Touvre-et-Braconne è una divisione amministrativa dell'arrondissement di Angoulême.
È stato costituito a seguito della riforma approvata con decreto del 20 febbraio 2014, che ha avuto attuazione dopo le elezioni dipartimentali del 2015.

## Composizione
Comprende i 6 comuni di:
- Brie
- Jauldes
- Magnac-sur-Touvre
- Mornac
- Ruelle-sur-Touvre
- Touvre